# It Ends With Us – Velünk véget ér (film)
Az It Ends With Us – Velünk véget ér (eredeti cím: It Ends with Us) 2024-es amerikai romantikus filmdráma, amelyet Justin Baldoni rendezett. A forgatókönyvet Christy Hall írta, Colleen Hoover azonos című regénye alapján. A főbb szerepekben Blake Lively, Baldoni, Brandon Sklenar, Jenny Slate és Hasan Minhaj látható.
Amerikában 2024. augusztus 9-én mutatták be a mozikban. Magyarországon augusztus 15-én jelent meg az InterCom Zrt. forgalmazásában. Általánosságban vegyes véleményeket kapott a kritikusoktól, és világszerte 179 millió dolláros bevételt hozott.

## Cselekmény
Lily Bloom ellátogat szülővárosába, a Plethorába, hogy gyászbeszédet mondjon apja temetésén. A pódiumon azt mondja, hogy öt kedvenc dolgot fog felsorolni, amit szeretett volna vele átélni, majd néhány másodpercig csendben áll, mielőtt elsétál.
Otthon, Bostonban saját virágüzletet készül nyitni. Egy lakótelep tetején ülve találkozik Ryle Kincaid idegsebésszel, aki a legfelső emeleten lakik. Kölcsönösen vonzódnak egymáshoz, de találkozásuk rövidre sikeredik, amikor a férfinak el kell mennie egy sürgős műtétre. Lily miközben felújítja az épületet, amely az üzlete lesz, találkozik Allysa-val, és elfogadja az ajánlatát, hogy dolgozzon Lilynek. Később megtudja, hogy Allysa Ryle húga. Allysa születésnapi partiján Ryle elmondja Lilynek, hogy képtelen nem gondolni rá. Megcsókolják egymást, de Lily megállítja a férfit, mondván, hogy őt csak alkalmi viszonyok érdeklik, de a férfi komoly kapcsolatot akar. Az éjszakát a férfi lakásán tölti, anélkül, hogy szexelnének. Másnap reggel beleegyezik, hogy randevúzzon vele. Elviszi a férfit az anyjával, Jennyvel egy új étterembe, a Rootba. Megtudja, hogy a tulajdonos és a főszakács a középiskolai szerelme, Atlas Corrigan.
Egy reggel Ryle megégeti a kezét, miközben reggelit készít. Amikor Lily segíteni próbál, a férfi felpofozza. A férfi bocsánatot kér, és azt állítja, hogy baleset volt. Lily elviszi Ryle-t, Allysa-t és Allysa férjét, Marshallt Roothoz. Észrevéve Lily zúzódott szemét és Ryle bekötözött kezét, Atlas szembesíti a fürdőszobában, és könyörögve kéri, hogy hagyja el őt. Amikor Ryle együtt találja őket, a legrosszabbat feltételezi; fizikai összetűzés tör ki, amelynek csúcspontja az lesz, hogy Atlas kidobja Ryle-t.
Atlas felkeresi Lily boltját, hogy bocsánatot kérjen, és megadja neki a telefonszámát, ha valaha is szüksége lenne rá. Lily elárulja Ryle-nak, hogy az apja fizikailag bántalmazta az anyját. Allysa kislányt szül. Lily elfogadja Ryle házassági ajánlatát. Amikor Ryle megtalálja Atlas számát, lelöki a lányt a lépcsőn, azt állítva, hogy elesett, és ő megpróbálta elkapni.
A Root szerepel egy helyi magazinban, többek között egy interjúban, amelyben Atlas azt mondja, hogy az éttermet Lily tiszteletére nevezte el. Ryle féltékenységi dühében megpróbálja megerőszakolni a nőt. A lány elmenekül, és felkeresi Atlast az éttermében. A férfi kórházba viszi, ahol kiderül, hogy terhes. Néhány napig Atlasznál marad, aki azt mondja, hogy még mindig szereti őt. Amikor Lily megnyílik Allysa előtt arról, hogy Ryle hogyan bánt vele, Allysa elmondja, hogy gyerekkorában Ryle véletlenül lelőtte a bátyjukat, Emersont. A feldolgozatlan trauma dührohamokban nyilvánul meg. Lily elköltözik, bár Ryle könyörög neki, hogy térjen vissza, és megígéri, hogy segítséget kér, és nem folytatja a bántalmazást. Lily egy kislányt szül, akit Emersonnak neveznek el. Lily közli Ryle-lal, hogy el akar válni; a férfi beleegyezik, miután a nő megkérdezi tőle, hogyan reagálna, ha a lányukat bántalmazná a párja. Évekkel később Lily és Allysa elviszik Emersont Lily apja sírjához, ahol Lily üres listát hagy a gyászbeszédhez. Lily összefut Atlasszal egy termelői piacon, és üdvözlik egymást.

## Szereplők
| Szerep                | Színész          | Magyar hang     |
| --------------------- | ---------------- | --------------- |
| Lily Bloom            | Blake Lively     | Gyöngy Zsuzsa   |
| fiatal Lily Bloom     | Isabela Ferrer   | Magyar Viktória |
| Ryle Kincaid          | Justin Baldoni   | Fehér Tibor     |
| Atlas Corrigan        | Brandon Sklenar  | Pál Tamás       |
| fiatal Atlas Corrigan | Alex Neustaedter | Kretz Boldizsár |
| Allysa                | Jenny Slate      | Szilágyi Csenge |
| Marshall              | Hasan Minhaj     | Konfár Erik     |
| Jenny Bloom           | Amy Morton       | Kovács Nóra     |
| Andrew Bloom          | Kevin McKidd     | Orbán Gábor     |

### Magyar változat
- Magyar szöveg: Tóth Tamás
- Hangmérnök: Gábor Dániel
- Vágó; Simkóné Varga Erzsébet
- Gyártásvezető: Gelencsér Adrienne
- Szinkronrendező: Nikodém Zsigmond
- Produkciós vezető: Hagen Péter

A szinkront a Mafilm Audio Kft. készítette el.

## A film készítése
2019 júliusában Justin Baldoni jogot szerzett a regény filmadaptációjára, amelyet az ő Wayfarer Studios nevű cége fog elkészíteni. 2023 januárjában Blake Lively kapta meg Lily Bloom szerepét. Baldoni, aki Ryle Kincaidet alakítja, a rendezői posztra is leszerződött, a forgatókönyvet pedig Christy Hall adaptálta. 2023 áprilisában Brandon Sklenar kapta meg Atlas szerepét. 2023. május 5-én kezdődött a forgatás a Hobokenben. Még ugyanebben a hónapban bejelentették, hogy Hasan Minhaj is csatlakozott a stábhoz. A következő hónapban a WGA sztrájk miatt ideiglenesen szüneteltetni kellett a gyártást. 2024. január 5-én folytatódott a forgatás Jersey City Newport negyedében. Ugyanebben a hónapban Isabela Ferrer és Alex Neustaedter csatlakozott a stábhoz Lily és Atlas fiatalabbik változataként.

## Bemutató
A film eredetileg 2024. február 9-én és 2024. június 21-én került volna az Amerikai Egyesült Államokban a mozikba, de a megjelenési dátumot 2024. augusztus 9-re halasztották.
Előtte augusztus 7-én jelent meg Belgiumban, Finnországban, a Fülöp-szigeteken és Svédországban.

## Lehetséges folytatás
2024 augusztusában, a film bemutatását követően Justin Baldoni rendező megerősítette, hogy elkészülhet a film folytatása, az It Starts With Us – Velünk kezdődik című regény alapján.